# Катя (повесть)
«Катя» — повесть советского удмуртского писателя Ф. Г. Кедрова, написана в 1940 году, одно из первых крупных произведений в удмуртской литературе.
Повесть стала основой первой удмуртской оперы «Наталь» (муз. Г. А. Корепанова), поставленной в 1961 году.

Ф. Кедров в повести «Катя» создал выразительные бытовые картины жизни удмуртской деревни накануне революции.— Краткая литературная энциклопедия
Образ Кати — один из лучших женских образов в удмуртской литературе.
Ф. Кедров в повести «Катя» создал прекрасный образ женщины драматической судьбы.

## Сюжет
Почему же меня бог наделил красотой, а счастье дать забыл? Люди счастливы. А я?
Оригинальный текст (удм.)Малы меда инмар мыным тусбуй сётэм, нош шуд сётыны вунэтэм? Тйни калык шудэ. Нош мон?

Действие повести относится к весне 1910 — осени 1917 годов, происходит в удмуртской деревне Бектыш:

Вдоль длинного косогора протянулась деревня Бектыш. С одного конца другой глазом не окинешь. Ни много ни мало — триста дворов. В центре, на самом высоком месте, стоит церковь с белой звонницей. Влево от нее — двухэтажное здание волостного правления под зеленой железной крышей, вправо — кабак, два поповских дома, лавки Занали и Ивашки. Стоит отойти от деревенской площади на сотню, другую шагов, и увидишь совсем иную картину Покосившиеся избы подставляют дождям и ветру оголенные ребра стропил. Полусгнившая солома с крыши почти вся пошла па корм скоту.
Главная героиня — Катя — красавица, но дочь бедняка: на платье — заплатка на заплатке, на ногах — стоптанные лапти-семерики, хуже в деревне ни у кого и нет… Но Катя счастлива — она взаимно любит такого же бедного Койыка и с достоинством отклоняет ухаживания состоятельных односельчан.
В хороводе на весенних игрищах Катю похищают для сына кулака. Снасильничав над девушкой, тот склоняет её к замужеству — и чтобы избежать позора Кате приходится против воли повязать на голову чалму — вышитое полотенце, которое носят замужние женщины. Живя в новой семье Катя терпит побои и издевательства — над ней измываются все: и муж, и свекор, и свекровь.
Катя сбегает от нелюбимого мужа и уходит жить к Койыку — молодые люди решают идти наперекор традициям и молве патриархальной деревни. Однако, их счастье недолго — в дом Койыка подбрасывают овечью шкуру и обвиняют его в воровстве. Но эта месть бывшего мужа Кати рушится благодаря вмешательству сельского учителя Ивана Сидоровича и признанию батрака Сандыра в клевете на Койыка.
Вскоре кулаки с урядником, прознав про то, что учитель Иван Сидорович и Койык устраивают сходки местной бедноты, проводят обыск в доме Кати и Койыка, где находят газету партии большевиков. За нелегальную литературу Койка и Ивана Сидоровича отправляют в тюрьму.
Проходит несколько лет — Катя с трудом одна ведёт хозяйство, держа на себе всю семью — маленького сына, старую мать Койыка и младшую сестру Огыр.
С началом Первой мировой войны, когда всех деревенских мужчин, кроме откупившихся кулаков и их сыновей, забирают на фронт, староста с кулаками еще больше притесняют беззащитных стариков и женщин. Обходя крестьянские хозяйства, староста видит «недогляд» за состоянием изгороди у дома Кати, и её наказывают ударами плетью.
Катя получает письмо от Койыка, что он, отсидев в тюрьме, был направлен на фронт, но уже и не надеется вернуться домой — что и на войне правят богатеи, царские офицеры избивают солдат и отравляют на верную смерть в непонятно за что ведущейся войне.
В 1917 году наступают перемены — вначале батрак Сандыр возвращается с войны, без ноги. Возвращается в деревню бежавший из тюрьмы учитель Иван Сидорович. А поздней осенью появляется представитель Совета рабочих и крестьянских депутатов, и приносит весть о свержении царя и установлении Советской власти.
Возвращается с фронта в деревню и Койык, радостно встречаемый всей деревней и плачущей от радости матерью, и разъясняет, что означает народная — Советская власть:

Вернулся, милая, вернулся, золотце, счастье принес, ты искала счастье — состарилась, не нашла, отец искал — не нашел, умер, я нашел его, мама, большой человек его дал и вам просил подарить, имя этого большого человека — Владимир Ильич Ленин
Оригинальный текст (удм.)Берти, мусое, берти, зарние, шуд ваи, тон утчад со шудэз - пересьмид, од шедь- ты, атае утчаз - дз шедьты, кулйз, мон шедьти сое, анае, бад- зым мурт сётйз сое, тиледлы но кузьманы косйз сое, со бадзым муртлэн нимыз - Владимир Ильич Ленин.

И внезапно увидев окружённого односельчанами Койыка, Катя безмолвно взяла его за руку, не веря в возвращение и словно боясь что его кто-то отнимет, и повела к родному дому.
В финале повести все герои собираются за праздничным столом Кати и Койыка: «никогда еще не было так людно в избе, никогда не было всем так легко и хорошо».

## О повести
Повесть впервые опубликована в 1940 году в журнале «Молот» № 4-5 за 1940 год.
Повесть является одним из первых крупных прозаических произведений в удмуртской литературе, в которой с начала её зарождения и до 50-х годов наряду были созданы только повесть «Пашка Педор» (1925) и роман П. Блинова «Жить хочется» (1940).
Писатель основывается не на архивных документах, а на устных воспоминаниях. Действие повести происходит в деревне названной Бектыш — деревня с таким названием на самом деле существует, ныне в Балезинском районе Удмуртии, но как отмечено исследователями, нет никаких сведений или документов об описанных в повести событиях или людях.
Повесть считается лучшим произведением писателя — последнее его творением в прозе, больше он написать не успел, через год ушёл на войну, и погиб на фронте в 1944 году.
В 1957 году повесть была переведена на русский язык Г. Лебедевым, но этот перевод считается неудачным — как указал литературовед Ф. К. Ермаков, некоторые особенности удмуртской речи, отражающие состояние героев, при переводе на русский язык потеряли свою силу, но главное — если в оригинале автор выражает переживания героев через внутренний монолог, чем достигает высокой эмоциональности повествования, то:

Переводчик Г. Лебедев передал монологи словами автора, чем снизил художественную их выразительность, а в некоторых случаях вообще отошел от оригинала.

## Критика
Жанр произведения З. А. Богомолова определила как «социально-психологическая повесть», а Ф. К. Ермаков как «социально-бытовая повесть».
Литературовед А. А. Ермолаев отметил, что, в отличие от героев традиционных произведений удмуртский литературы, героические характеры которой «наделены незаурядной силой, ловкостью, чертами сказочных батыров», а сюжет содержит заострённый контраст между физически сильной личностью и окружающей средой, герои повести «Катя» — самые обычные люди, и в этом отношении повесть продолжила традиции «Пашка Педора» И. Дядюкова - в ней все действующие лица — рядовые люди из простого народа, Ф. Кедров показал формирование героических характеров из самых простых тружеников.
Доцент кафедры удмуртской литературы и литературы народов России УдГУ С. Т. Арекеева отметила, что сквозным образом в повести является образ счастья, повесть имеет позитивную концовку, путь героини проходит через цепь жизненных испытаний воспринимается как восхождение к счастью - она «обречена» на счастье.

### Образ главной героини
Созданный писателем образ Кати считается лучшим образом удмуртки в литературе.
Хотя образы и характеры других персонажей повести выписаны выразительно, но им уделено мало места, основное внимание сосредоточено на главной героине.

По существу повесть является произведением о жизни и духовном росте молодой удмуртской женщины, а все другие персонажи лишь помогают глубже оттенить характер её. На первых страницах читатель встречает девушку застенчивой, скромной, забитой. Жизненные невзгоды закаляют Катю, и она отвечает на издевательства кулаков смелым протестом. Так постепенно обретает чувство собственного достоинства забитая, бесправная удмуртка.— литературовед Ф. К. Ермаков

Не один национальный прозаик делал попытку создать образ женщины-удмуртки, ставшей на путь борьбы за новую жизнь, но в большей мере это удалось Ф. Кедрову. Его Катя — один из реалистических, художественно полнокровных образов в удмуртской литературе предвоенных лет.— литературовед Зоя Алексеевна Богомолова

### Изображение удмуртской деревни
В повести отображены традиции удмуртской патриархальной деревни, например, обычай, по которому невестка не имела права показываться перед свекром с непокрытой головой:

Многочисленные бытовые детали, характерные для удмуртской деревни, и введенные в повесть, придают ей национальное своеобразие. К ним, в частности, относятся описания молодежных игр, обряда умыкания невесты и другие. […] Повесть насыщена картинами, помогающими ярче представить классовое расслоение деревни.— Литературовед Ф. К. Ермаков
Как отметил литературовед А. А. Ермолаев, писатель рисует обширную картину социальных отношений в дореволюционном селе, но несколько упрощает её:

писатель раскрывает классовую основу старых пережитков, в частности умыкания невесты. В старой деревне не считались с чувствами и желаниями бедных. Сын кулака насильно женится на неимущей красавице. Именно толстая сума отца позволяет ему насильно привести в свой дом кого только он захочет. Остатки дикости писатель связывает только с классом богатых. Это опять-таки упрощает запутанную и сложную действительность, но не искажает её.
При этом А. А. Ермолаев отметил создание писателем образа удмурта-труженика — старика Сидора, хоть и бедняка, но гордого тем, что прожил трудовую жизнь:

Сидор построил многие избы в деревне. Его же руками создано благосостояние богачей. Он возвел хоромы для Занали, раскорчевал Ивашке участок, Семену поставил мельницу. Богачи его труды оценили в грош. Сидор и тысячи таких же создали все богатство, которое присвоили власть имущие. Создание образа Сидора-труженика, […], — большой шаг удмуртской исторической прозы. В повести показано, что все материальные блага созданы трудовым народом.

### Язык повести
Язык повести, как отметил литературовед Ф. К. Ермаков, характерен для времени описываемых событий, при этом автор стремится выражать переживания героев через внутренний монолог, который строит в форме произведений устного народного творчества — народных песен, причитаний, используя метафоры и яркие эпитеты — «чем достигает высокой эмоциональности повествования».
Литературовед Зоя Алексеевна Богомолова обратила внимание на то, что песни выполняют в повести сюжетно-композиционные функции:

Повесть написана поэтом, это определило её эмоциональную тональность. Она более, чем какое-либо другое произведение удмуртской литературы, насыщена песнями.

## Опера
В 1961 году по повести «Катя» Ф. Кедрова на сцене Удмуртского музыкально-драматического театра состоялась премьера первой удмуртской оперы «Наталь» композитора Г. А. Корепанова.
Сюжет оперы отличается от сюжета повести, в опере отсутствуют некоторые сюжетные линии, изменен финал (героиня погибает) и дана другая трактовка в изображении главной героини.

## Экранизация
В 1965 году по повести был снят одноимённый телеспектакль, режиссёр Юрий Евгеньевич Власов.

## Издания
За полвека повесть была переиздана около десяти раз, в 1957 году переведена на русский язык, но первый перевод считается неудачным, повторно переведена в 1976 году:
- Катя: Повесть // Журнал «Молот», № 4-5, 1940 год
- Катя: Повесть. — Ижевск: Удмуртское книжное издательство, 1940.
- Катя: Повесть.- 2-е издание. - Ижевск: Удмуртское книжное издательство, 1954.- 72 с.
- Катя: Повесть / Пер. с удм. Г. Лебедева.- Ижевск, 1957. — 62 с.
- Быръем произведеннос.- Ижевск, 1946.- 138 с. ; 1959. — 206 с.
- Катя: Повесть но кылбуръёс / Дасяз но азькылзэ гожтйз Д. Яшин.- Ижевск, 1971. — 88 с.
- Катя: Повесть / Пер. Ф. Симакова. — Ижевск, 1976. — 79 с.
- Катя: кылбуръёс но повесть. — Ижевск: Удмуртия, 1989. — 110 с.